# Fabienne Hurst

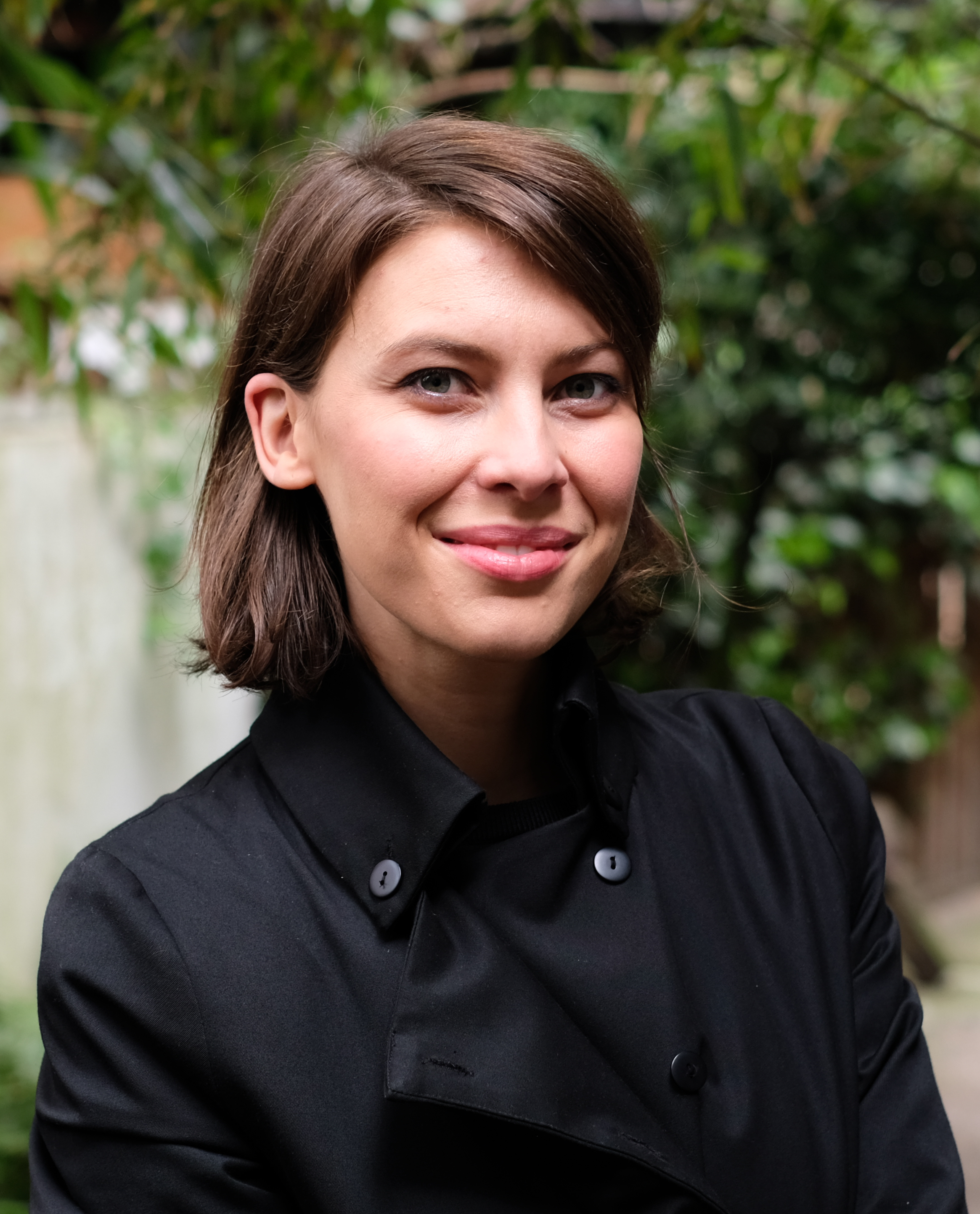
Fabienne Hurst (2020)

Fabienne Hurst (* 1987 in Müllheim/Baden) ist eine deutsche Journalistin, Drehbuchautorin und Filmemacherin.

## Leben
Nach dem Studium an den Universitäten Konstanz und Nizza absolvierte sie eine Ausbildung an der Journalistenschule in Straßburg und ein Volontariat beim Norddeutschen Rundfunk in Hamburg. Als freie Journalistin dreht sie Reportagen, Dokumentationen und Magazinbeiträge für die ARD und schreibt u. a. für die Süddeutsche Zeitung, das SZ-Magazin und Die Zeit. Sie ist Teil des WDR-Dokuprojekts docupy, produziert von der bildundtonfabrik.
Als Comedy-Autorin schreibt sie u. a. für die ARD Comedy-Sendungen Kroymann und Die Carolin Kebekus Show. Zusammen mit einem Autorenteam der bildundtonfabrik in Köln entwickelte sie 2022 die Serie King of Stonks für den Streaminganbieter Netflix, für die sie auch zwei Drehbücher schrieb. Bei der Dokumentation Big Mäck: Gangster und Gold von Netflix verantwortete sie zusammen mit dem Journalisten Andreas Spinrath Buch und Regie.
Fabienne Hurst lebt in Hamburg.

## Auszeichnungen und Nominierungen
- 2018: Grimme-Preis für „besondere journalistische Leistung“ für Der Gipfel der Gewalt (ARD Panorama)[8]
- 2018: Otto Brenner-Medienprojekt-Preis für docupy: Ungleichland (ARD/WDR)[9]
- 2019: Grimme-Preis „Spezial“ für docupy: Ungleichland (ARD/WDR)[10]
- 2019: nominiert für den Theodor-Wolff-Preis für den Essay Gönn’s Dir, Genosse (Die Zeit)[11]
- 2019: nominiert für den Deutschen Reporterpreis für den Essay Gönn’s Dir, Genosse (Die Zeit)[12]
- 2020: Deutsch-Französischer Journalistenpreis, Kategorie Video, für Das ungesühnte SS-Massaker: Ein französisches Dorf kämpft um Gerechtigkeit (Arte/NDR)[13]
- 2020: Marlies-Hesse-Nachwuchspreis für Druckbetankung (SZ-Magazin)[14]
- 2020: Manfred-Ströher-Medienpreis des Deutschen Basketball Bundes für Deutschland für ein Jahr – Der große Traum vom Profibasketball (NDR)
- 2021: nominiert für den Ernst-Schneider-Preis für NEULAND (Doku-Podcast), Recherche/Buch/Regie mit Julia Friedrichs und Andreas Spinrath (WDR)

## Filmografie (Auswahl)
- 2015: 7 Tage unter Schlachtern (NDR), Autorin, Reporterin, Schnitt
- 2015: Hilfe, die Roma sind weg (NDR), Autorin, Kamera, Schnitt
- 2016: Flüchtlinge und Helfer: Willkommen in der Wirklichkeit (NDR/ARD), Co-Autorin, Kamera
- 2017: Das Dorf und die Demokratie (ARD), Co-Autorin, Kamera
- 2017: Der Gipfel der Gewalt (NDR/ARD), Co-Autorin, Kamera
- 2018: Ungleichland (WDR/ARD), Co-Autorin mit Julia Friedrichs und Andreas Spinrath
- 2019: Heimatland (WDR/ARD), Co-Autorin mit Julia Friedrichs und Andreas Spinrath
- 2020: Neuland (WDR/ARD), Co-Autorin mit Julia Friedrichs und Andreas Spinrath
- 2019: Das ungesühnte SS-Massaker: Ein französisches Dorf kämpft um Gerechtigkeit (Arte/NDR) Co-Autorin, Kamera
- 2019: Deutschland für ein Jahr – der große Traum vom Profibasketball (NDR), Autorin, Kamera
- 2020: Ernte in Krisenzeiten (NDR) Autorin, Schnitt
- 2022: King of Stonks (Fernsehserie, Netflix), Autorin und Writer’s Room
- 2023: Big Mäck: Gangster und Gold (Dokumentation, Netflix), Autorin und Regie mit Andreas Spinrath